# Джорджо Урсі
Джорджо Урсі (італ. Giorgio Ursi, 1 вересня 1942 — 8 жовтня 1982) — італійський велогонщик.
Срібний призер Олімпійських Ігор 1964 року в індивідуальній гонці переслідування.